# 山形市農業協同組合
山形市農業協同組合（やまがたしのうぎょうきょうどうくみあい、略称JA山形市、山形市農協）は、山形県山形市に本店を置く農業協同組合。管轄は山形市内の中心部で旧市街地区を中心としている。旧市街以外の地区は同市旅篭町に本店を置く山形農業協同組合が管轄するが、定款上の営業エリアとしては山形市全域は重複する。

## 沿革
- 1948年4月27日 - 山形市農業協同組合が発足。
- 2018年11月5日 - 市内全5支店で農協としては全国初の昼休みを導入[1]。

## 店舗
店舗は全て山形市。
※：括弧内の数字は店舗コード。
- 本店（001）/幸町18-20
- 北山形支店（002）/北山形一丁目3-42
- 小白川支店（003）/小白川町四丁目3-21
- 下条支店（004）/下条町二丁目12-28
- 上町支店（005）/上町五丁目1-1
- 美畑支店（006）/美畑町11-17

## 子会社
- ジャオ - ガソリンスタンド、コインランドリー、有料駐車場の運営等を手掛ける。

## 主な作物
- 主に米など。